# Jerzy Kuźmienko
Jerzy Kuźmienko (ur. 17 lub 18 września 1931 w Warszawie, zm. 8 kwietnia 2017 tamże) – polski architekt, urbanista i wykładowca akademicki.

## Życiorys
W 1965 ukończył studia na Wydziale Architektury Politechniki Warszawskiej, zaś w latach 1967–1973 był jego pracownikiem dydaktycznym (Zakład Rysunku).
Był projektantem w Zakładzie Projektowania Kombinatu Budownictwa Miejskiego–Warszawa Śródmieście. Od 1969 był członkiem Towarzystwa Urbanistów Polskich. Był również członkiem Stowarzyszenia Architektów Polskich (SARP) i Mazowieckiej Okręgowej Izby Architektów. Zajmował się między innymi projektowaniem dużych zespołów mieszkaniowych, był współautorem warszawskich osiedli Gocław i Służew nad Dolinką. Był również współautorem wraz z Piotrem Sembratem i zespołem budynku wielorodzinnego przy ul. Koziej 9 w Warszawie oraz wraz z Januszem Nowakiem, Adamem Snopkiem, Piotrem Sembratem i Henrykiem Dąbrowskim, budynku wielorodzinnego przy ul. Karowej 18a w Warszawie.
W 2009 w Muzeum Architektury we Wrocławiu odbyła się wystawa jego rysunków pt. Jerzy Kuźmienko. 55 lat pracy twórczej.

## Galeria

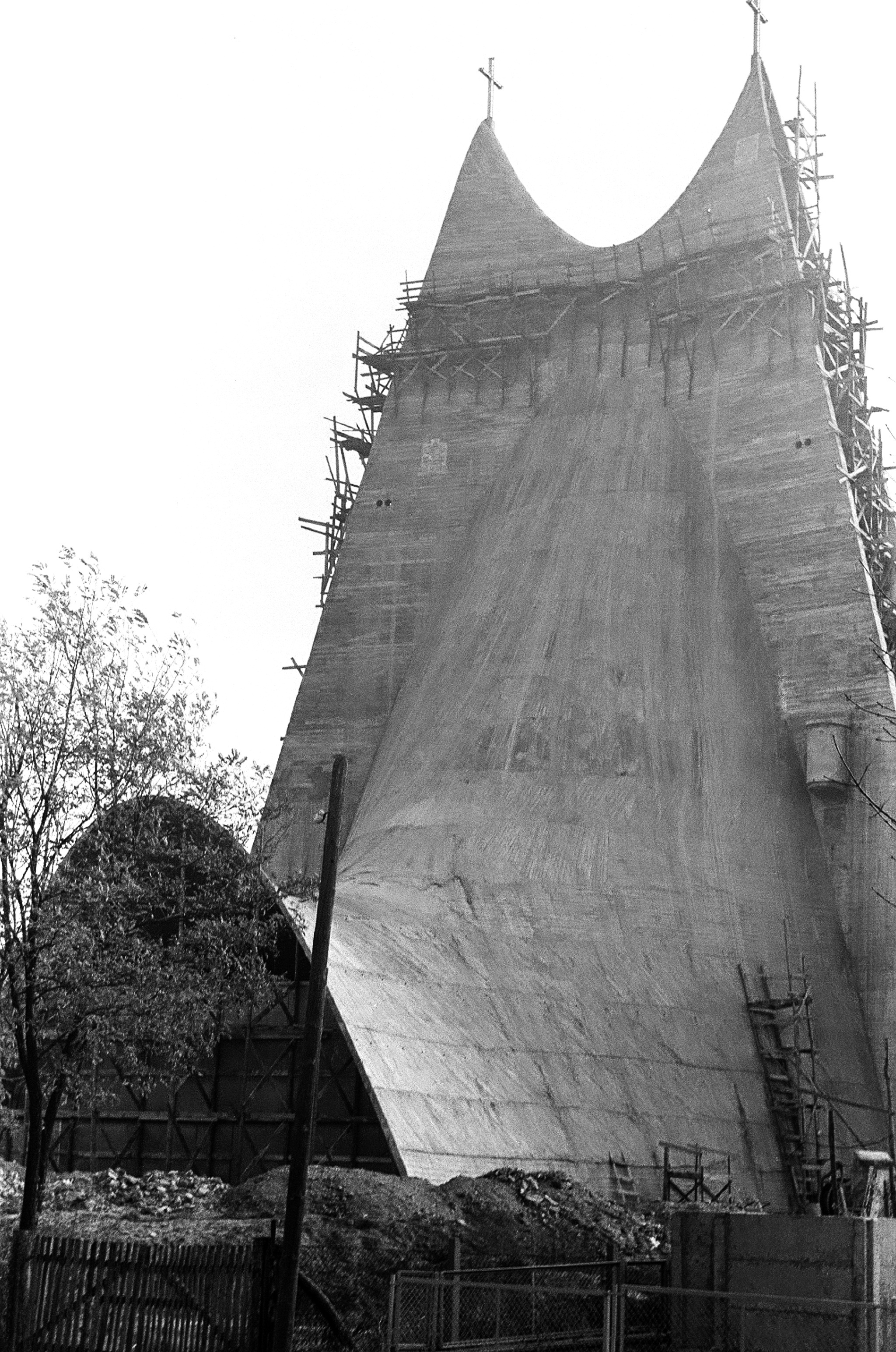
Projekt z 1957 r. (wspólnie z Andrzejem Fajansem) – kościół pw. Miłosierdzia Bożego w Kaliszu
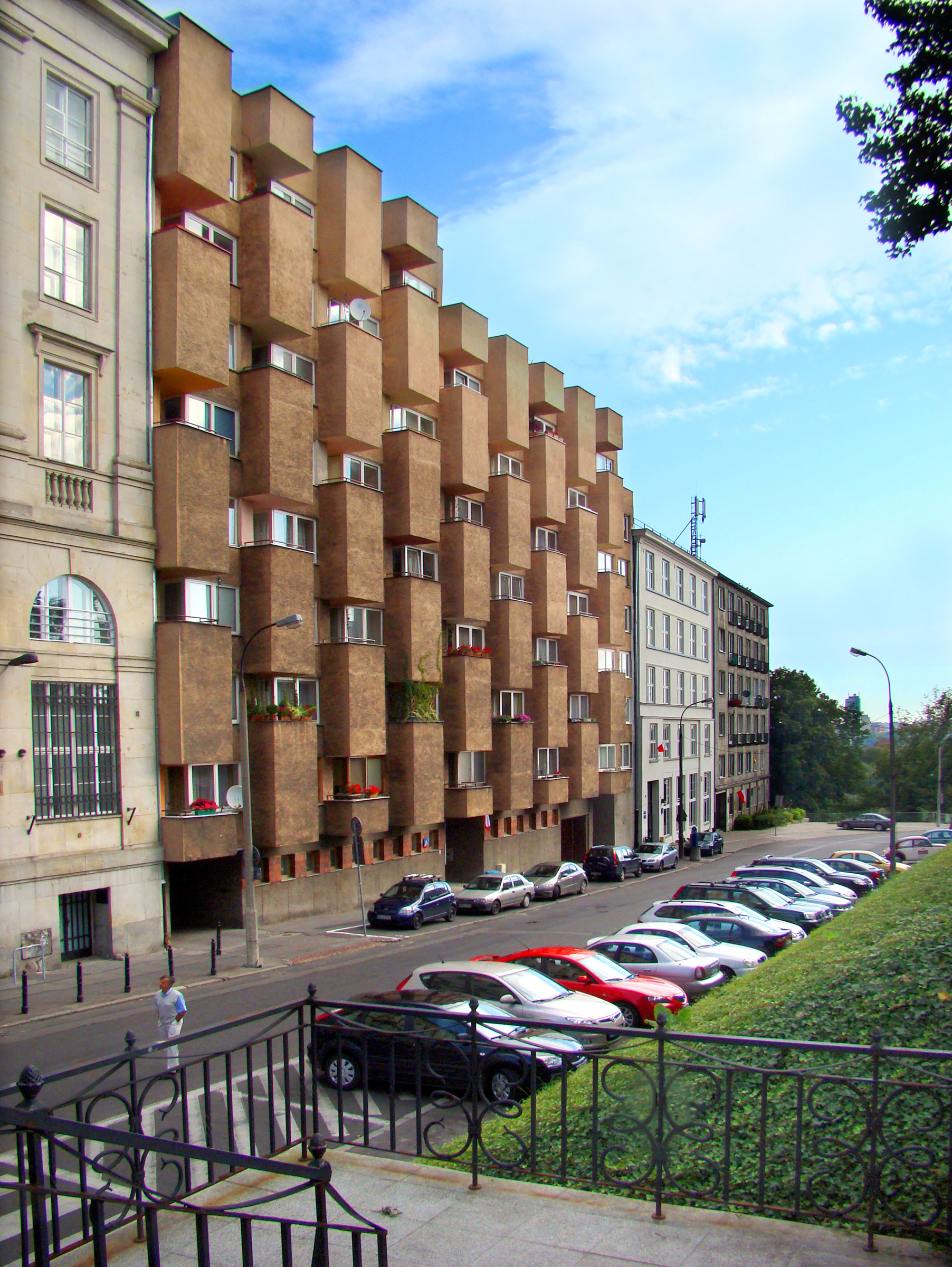
Budynek wielorodzinny przy ul. Karowej 18a w Warszawie (1978)
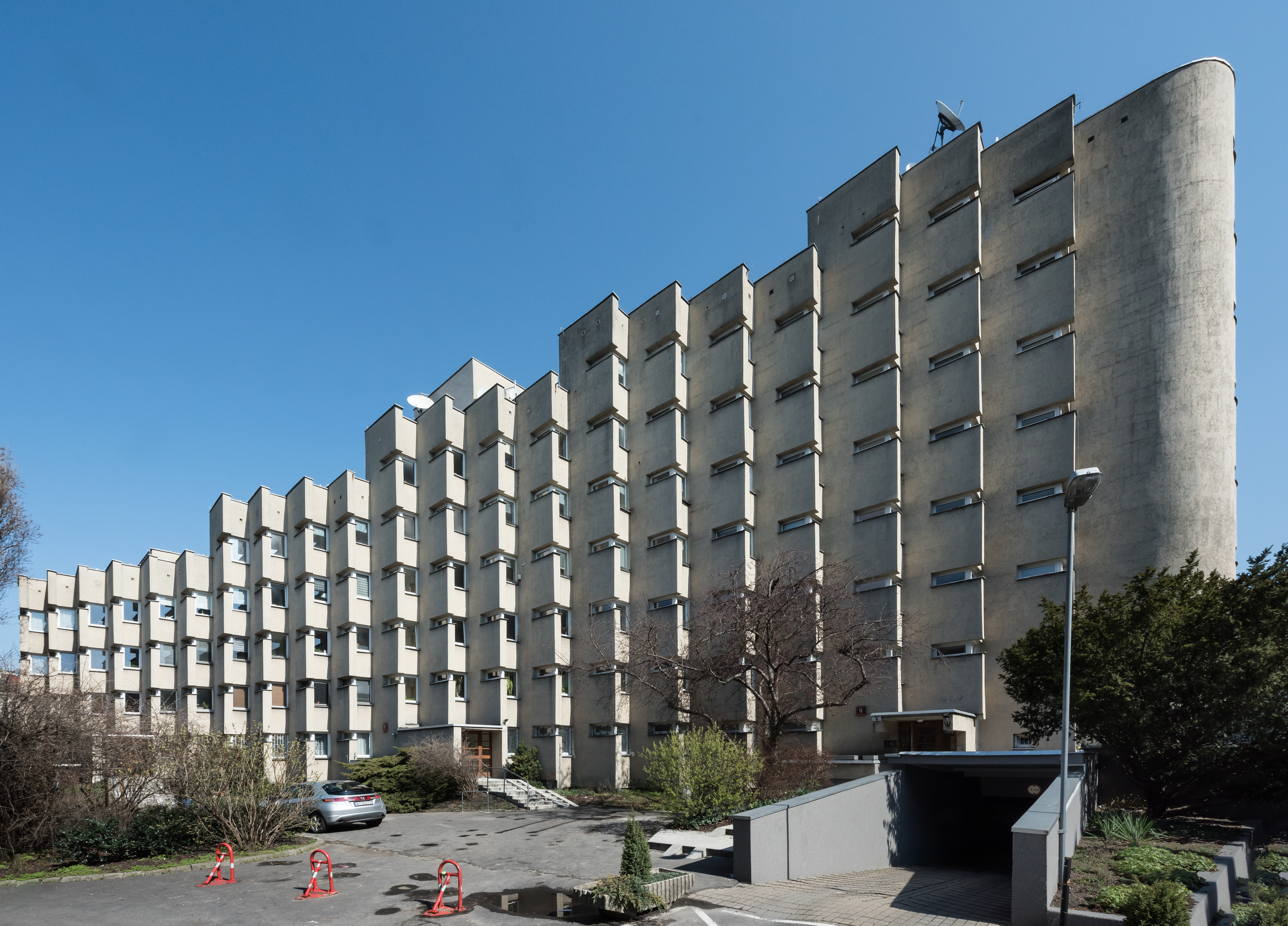
Budynek mieszkalny przy ul. Koziej 9 w Warszawie (1976)